# 蕭子坦
衡陽王蕭子坦（5世紀—6世紀），南蘭陵郡蘭陵縣人，南朝齊高帝之孫，武陵昭王蕭曅第三子。
南朝齊永泰元年（498年）正月，出繼衡陽元王蕭道度為孫的齊武帝之子永陽王蕭子珉被齊明帝誅殺。同年四月，蕭子坦出繼衡陽元王為孫，襲封衡陽郡王。
南朝梁天監元年（502年），齊亡，蕭子坦的封爵被削除。